# Меньшевики
«Меньшевики́» — умеренное крыло Российской социал-демократической рабочей партии, с 24 апреля 1917 — самостоятельная Российская социал-демократическая рабочая партия. Лидеры: Ю. О. Мартов, А. С. Мартынов, П. Б. Аксельрод, Г. В. Плеханов, Ф. И. Дан, И. Г. Церетели.

## История

### 1903—1916 годы
Раскол РСДРП на меньшевиков и большевиков произошёл на II съезде РСДРП (июль 1903 года, Брюссель — Лондон). Тогда при выборах центральных органов партии сторонники Ю. О. Мартова оказались в меньшинстве, а сторонники В. И. Ленина — в большинстве. После победы в голосовании Ленин назвал своих сторонников «большевиками», после чего Мартов назвал своих сторонников «меньшевиками». Существует мнение, что принятие столь невыигрышного названия фракции стало крупным просчётом Мартова и наоборот: закрепление сиюминутного электорального успеха в названии фракции было сильным политическим ходом Ленина. Хотя в дальнейшей истории РСДРП сторонники Ленина зачастую оказывались в меньшинстве, за ними закрепилось политически выигрышное название «большевики».
«Разницу эту можно понять на таком простом примере, - разъяснял Ленин, - меньшевик, желая получить яблоко, стоя под яблоней, будет ждать, пока яблоко само к нему свалится. Большевик же подойдёт и сорвёт яблоко».
В советской историографии существовало мнение, что Ленин хотел создать «сплочённую, боевую, чётко организованную, дисциплинированную пролетарскую партию». Мартовцы стояли за более свободную ассоциацию, которая позволяет увеличить число сторонников партии, что соответствовало резолюции II съезда РСДРП: «социал-демократия должна поддерживать буржуазию, поскольку она является революционной или только оппозиционной в своей борьбе с царизмом». Они выступали против строгого централизма в работе партии и наделения ЦК большими полномочиями.
В отличие от большевиков, называвших себя так с весны 1917 года вплоть до XIX съезда ВКП(б) (в названиях партии РКП(б), ВКП(б) «(б)» означало «большевиков»), слово «меньшевики», впервые использованное Лениным в статьях 1905 года, всегда было неформальным — партия именовала себя РСДРП, а с августа 1917 года по апрель 1918 года — РСДРП (объединённой).
Меньшевики отказались от участия в III съезде РСДРП (апрель 1905 года, Лондон) в начале первой русской революции 1905—1907 годов и провели свою конференцию в Женеве. Они считали, что революционный пролетариат должен действовать в коалиции с либеральной буржуазией против самодержавия. Меньшевики принимали активное участие в руководстве массовым рабочим движением, Советами рабочих депутатов, в деятельности Государственной думы, профсоюзов. Меньшевики также участвовали в вооружённой борьбе с властями: члены меньшевистского Одесского комитета РСДРП К. И. Фельдман, Б. О. Богданов и А. П. Березовский пытались руководить восстанием на броненосце «Потёмкин», во время московского декабрьского восстания 1905 года среди 1,5-2 тысяч повстанцев было около 250 меньшевиков. Однако неудача этого восстания резко изменила настроения меньшевиков, Плеханов даже заявил, что «не нужно было и браться за оружие», вызвав этим взрыв возмущения у радикальных революционеров. В дальнейшем меньшевики относились к перспективе нового восстания достаточно скептически.
IV (Объединительный) съезд РСДРП (апрель 1906 года, Стокгольм) принял почти все предложения меньшевиков, составляющих на этом съезде большинство (муниципализация земли вместо национализации, участие в Думе вместо диктатуры пролетариата, осудил декабрьское восстание). Однако большевики сумели провести решение о замене мартовской формулировки первого параграфа устава партии ленинской.
После поражения революции у части меньшевиков возникало желание навсегда порвать с подпольной работой. Сторонники этого течения получили название «ликвидаторов», то есть людей, готовых ликвидировать старую нелегальную социал-демократическую партию. К ним относились А. Н. Потресов, П. Б. Аксельрод, В. О. Левицкий (брат Мартова), Ф. А. Череванин, П. А. Гарви. Против «ликвидаторов» выступали группы меньшевиков, получившие название «меньшевиков-партийцев», которые требовали любой ценой сохранить нелегальную социал-демократическую партию (их лидером стал Плеханов). В январе 1912 года на конференции РСДРП в Праге все делегаты, кроме двух меньшевиков-партийцев, были большевиками. Конференция исключила из партии меньшевиков-ликвидаторов. В противовес пражской конференции меньшевики организовали в августе того же года конференцию в Вене.
26 июля 1914 года шесть меньшевистских и пять большевистских депутатов Государственной думы осудили начавшуюся Первую мировую войну как империалистическую, захватническую с обеих сторон. Однако вскоре среди меньшевиков появилось «оборонческое» течение (Плеханов, Потресов и другие), сторонники которого признавали войну со стороны России оборонительной, а проигрыш Россией войны полагали не только национальной трагедией, но и ударом по всему русскому рабочему движению. Плеханов призывал голосовать в Думе за военные кредиты. Но большее число меньшевиков призывало к скорейшему заключению всеобщего демократического мира без аннексий и контрибуций, как пролога к европейской революции и выдвигая лозунг «Ни побед, ни поражений», став таким образом на путь «скрытого пораженчества». Такую позицию называли «интернационалистической», а её приверженцев — «интернационалистами». При этом меньшевики-интернационалисты, в отличие от большевиков-ленинцев, не призывали «превратить мировую войну в войну гражданскую».

### После Февральской революции
После Февральской революции меньшевики совместно с эсерами сформировали Исполком Петроградского совета рабочих и солдатских депутатов, получили огромное влияние в Советах (особенно Н. С. Чхеидзе, И. Г. Церетели, Ф. И. Дан, М. И. Либер), входили в состав Временного правительства (М. И. Скобелев, И. Г. Церетели, К. А. Гвоздев, А. М. Никитин и П. Н. Малянтович).
В мае 1917 г. в Петрограде прошла Всероссийская конференция меньшевистских и объединённых организаций РСДРП, а в августе — объединительный съезд меньшевиков, на котором было провозглашено создание РСДРП (объединённой).

### После Октябрьской революции
25 октября 1917 г. ЦК РСДРП(о) принял резолюцию, объявляющую захват власти большевиками путём военного переворота «насилием над волей демократии и узурпацией прав народа». В качестве основной задачи момента выдвигалось «сплоченность всех пролетарских и демократических сил для предотвращения погрома революции или полного торжества анархии и противодействия натиску контрреволюции». 31 октября ЦК РСДРП(о) постановил «принять участие в попытке организовать однородную власть, включающую в себя социалистические партии от народных социалистов до большевиков». При этом десять членов и три кандидата в члены ЦК (как оборонцы, так и центристы), сочтя данное решение «гибельным», подали в отставку. На чрезвычайном съезде партии в декабре 1917 г. выявились резкие противоречия между различными течениями в партии. Съезд призвал к «сплочению сил демократии около органов самоуправления и Учредительного собрания».
6 января 1918 года большевики разогнали Всероссийское учредительное собрание, после чего раскол в партии обострился: для большинства Советы, «несмотря на вырождение», всё ещё оставались «принципиальным классовым оружием пролетариата», тогда как для оборонцев «падение роли советов в дальнейшем развитии русской революции» казалось бесспорным и главным они считали «координацию действий рабочего класса со всеми элементами общества, не исключая и буржуазии, стоящими за созыв Учредительного собрания». Меньшевики высказались против ратификации Брестского мира, но продолжили работать в Советах, участвовали в оппозиционном по отношению к большевикам и быстро разгромленном ими движении «уполномоченных от фабрик и заводов», пытались сохранить свои позиции в профсоюзах и кооперативах. Лидеры правых меньшевиков А. Н. Потресов, В. Н. Розанов, В. О. Левицкий вступили в «Союз возрождения России», ставивший своей основной целью вооружённое свержение Советской власти.
В апреле 1918 года ЦK РСДРП(о) постановил: принимая во внимание, что в настоящее время партия «является единственной всероссийской массовой социал-демократической рабочей партией» и что «именно она все больше и больше охватывает все рабочие организации, стоящие на почве социал-демократии», именовать её Российской социал-демократической рабочей партией, без дополнений — меньшевиков или объединенцев.
После провозглашения в Самаре власти Комитета членов Учредительного собрания член ЦК И. М. Майский занял в нём пост министра труда, за это он был исключён в сентябре 1918 из партии. Меньшевики входили в состав Административного совета Временного Сибирского правительства, Временного областного правительства Урала, Центрокаспия, участвовали в Уфимском государственном совещании. В Грузии местные меньшевики в 1918 г. образовали отдельную партию — Социал-демократическую партию Грузии, которая стала правящей партией в Грузинской Демократической Республике.
14 июня 1918 года ВЦИК, обвинив эсеров и меньшевиков «в организации вооруженных выступлений против рабочих и крестьян в союзе с явными контрреволюционерами», постановил исключить их из Советов всех уровней. В Петрограде и Москве прошли массовые аресты участников движения Собрания уполномоченных фабрик и заводов, на котором ЦК РСДРП, после изгнания меньшевиков из советов, предложил сосредоточить всё внимание.
В августе 1918 года ЦК РСДРП официально объявил о недопустимости участия членов партии в вооружённых выступлениях против Советской власти, равно как и в антибольшевистских правительствах, а также о несовместимости позиции петроградской и московской групп правых с членством в партии. 30 ноября 1918 года ВЦИК отменил своё решение от 14 июня в отношении меньшевиков, исходя из того, что «эта партия, по крайней мере, в лице её руководящего центра, ныне отказалась от союза (коалиции) с буржуазными партиями и группами, как российскими, так и иностранными». Партийное совещание в декабре 1918 года решило выстраивать тактику меньшевиков, «беря за исходный пункт … советский строй как факт действительности, а не как принцип». РСДРП объявило себя «политически солидарной с советским правительством, поскольку оно отстаивает освобождение территории России от иностранной, в частности союзной, оккупации и выступает против всех попыток непролетарской демократии расширить или сохранить эту оккупацию».
Но в конце марта 1919 года началась новая волна арестов меньшевиков. Специальное постановление, принятое политбюро ЦК РКП(б) в мае 1920 года, положило конец надеждам на возобновление легальной меньшевистской печати. В следующем месяце политбюро обязало всех наркомов высылать в провинцию меньшевиков, «работающих в комиссариатах и сколько-нибудь способных играть политическую роль». Месяцем позже ВЧК получила поручение «разработать план расселения меньшевистских политических вождей для их политического обезврежения». Занятие Киева Красной Армией повлекло за собой суд над членами киевского комитета РСДРП, которых обвиняли в сотрудничестве с Деникиным, после занятия Одессы последовал поголовный арест одесских членов РСДРП.
Новую волну репрессий вызвали успехи меньшевиков на выборах в Советы в 1920 году — так, почти поголовно оказались под арестом члены партийной организации Харькова. Постановление Политбюро РКП(б) «О меньшевиках», принятое в декабре 1921 года, предписывало «политической деятельности их не допускать, обратив сугубое внимание на искоренение их влияния в промышленных центрах. Самых активных высылать в административном порядке в непролетарские центры, лишив их права занимать выборные должности, вообще должности, связанные с общением с широкими массами». Через месяц, вернувшись к этому вопросу, политбюро решило: «Репрессии против меньшевиков усилить и поручить нашим судам усилить их».
Осенью 1920 года за границу выехали Ю. Мартов и Р. Абрамович, в конце января 1922 года из страны был выслан Ф. Дан. В феврале 1922 года в Москве были арестованы члены бюро Социал-демократического союза молодежи (Б. Сапир, Л. Ланде, А. Кранихфельд, И. Зуев, Е. Додонов, Е. Тихомирова и другие). В марте 1922 года политбюро ЦК РКП(б) решило готовить «гласный суд над с.-д. молодёжью», но мужественное поведение подследственных заставило политбюро отменить своё решение и «ограничиться применением в данном случае административной ссылки». После арестов второй половины 1922 года РСДРП как общероссийская организация фактически перестала существовать. Уцелевшие организации ограничивались редкими и узкими по составу конспиративными совещаниями. 
В СССР власти готовили Всероссийский съезд партии меньшевиков, который должен был объявить о самороспуске (по примеру съезда партии эсеров). Весной — летом 1924 года в регионах прошли съезды по самоликвидации меньшевистских организаций, были выбраны делегаты на Всероссийский съезд, но в сентябре 1924 года ЦК РКП(б) разослал на места письма о том, что созывать Всероссийский съезд не планирует и рекомендует распустить инициативные группы после завершения работы местных конференций.
На совещании местных организаций РСДРП в октябре 1922 года было решено перейти на нелегальное положение. К концу 1923 года организации меньшевиков действовали лишь в восьми городах. Последние из них были разгромлены в 1924—1925 годах.

### В эмиграции
Меньшевики, оказавшиеся в эмиграции, создали Заграничную делегацию во главе с Мартовым. С февраля 1921 года в Берлине они начали издавать «Социалистический вестник». Приход к власти в Германии нацистов в 1933 году вынудил эмигрантов-меньшевиков перебраться во Францию, а после начала Второй мировой войны — в США.

### Репрессии в СССР
Весной 1931 года в Москве были преданы суду 14 человек из якобы существовавшего «Союзного бюро ЦК меньшевиков». С 1 по 9 марта 1931 года они выслушали набор стандартных обвинений: от развала советской экономики до установления связи с правительствами империалистических держав. Среди тех, кто проходил по этому процессу, оказались член Президиума Госплана В. Г. Громан, известный экономист и журналист Н. Н. Суханов, члены правления Госбанка СССР Б. М. Берлацкий и В. В. Шер, а также И. Г. Волков, А. М. Гинзбург, Л. Б. Залкинд, В. К. Иков, К. Г. Петунин, И. И. Рубин, А. Л. Соколовский, М. И. Тейтельбаум, А. Ю. Финн-Енотаевский, М. П. Якубович. Все они признали себя виновными и получили от 3 до 10 лет лишения свободы. Процесс был не только политическим карательным актом против бывших представителей российской социал-демократии, это была репрессивная акция против представителей экономической и статистической науки, а также экономистов-практиков, чьё мнение не совпадало с решениями властей.
Во время «большого террора» 1936—1938 годов множество бывших меньшевиков было расстреляно. Тем не менее некоторым меньшевикам, официально сменившим убеждения, удалось выжить и даже достичь значительных должностей. Например, А. Я. Вышинский стал Прокурором СССР, позднее министром иностранных дел и кандидатом в члены Президиума ЦК КПСС. Дипломатические карьеры сделали также И. М. Майский, А. А. Трояновский, С. И. Аралов. Академиками АН СССР были избраны А. Я. Вышинский, И. М. Майский, философ А. М. Деборин, экономисты П. П. Маслов и С. Г. Струмилин.

### Меньшевистская Грузия
Больших успехов достигли меньшевики в Грузии, возглавив стихийно возникшую в 1902 году крестьянскую Гурийскую республику, просуществовавшую как народное самоуправляемое государство до военного подавления в 1906 году. Отход грузинских меньшевиков от марксистских догм в отношении крестьянства и гибкое прагматичное руководство событиями сформировали меньшевикам значительный политический капитал, в Грузии они стали массовой народной партией. Заработанный в 1902—1906 годах авторитет позволил Социал-демократической партии Грузии доминировать в политике созданной 26 мая 1918 независимой Грузинской демократической республики. Главой правительства стал Н. Н. Жордания, важную роль играли Чхеидзе и Церетели. Однако в 1921 Красная армия заняла Грузию и установила там Советскую власть.

## Мнения
По словам Плеханова, Ленин не мог обходиться без того, чтобы постоянно не пытаться «извести» меньшевиков:

Мышам всегда надо грызть что-нибудь, потому что иначе у них слишком отрастают зубы. Ленину всегда надо кого-нибудь «отлучать от церкви» по той же причине: иначе у него слишком отросли бы зубы... которые, очевидно нельзя назвать зубами политической мудрости.